# La verdad de Xanaxtasia
La verdad de Xanaxtasia es una película peruana de falso documental de 2022 escrito y dirigido por Diego Muñoz e Ítalo Carrera. En tono de parodia, sigue la vida, los éxitos y los escándalos que rodean a la drag queen Xanaxtasia. El elenco está integrado por Jely Reategui, Carlos Carlín, Renzo Schuller, Gisella Ponce de León, Javiera Arnillas, Marina Kapoor, entre otras personalidades peruanas.

## Sinopsis
Con estética documental y con testimonios de periodistas, familiares, amigos de la infancia y personajes del programa, se revelará la infancia de Xanastasia, las intimidades familiares, el ingreso al mundo del espectáculo, los amores y los secretos que rodean a la drag queen.

## Elenco
- Xanaxtasia
- Jely Reátegui
- Carlos Carlín
- Renzo Schuller
- Gisella Ponce de León
- Fiorella Rodríguez
- Mónica Torres
- Jaime Choca Mandros
- Anaí Padilla
- Zagaladas
- Maykol Show
- Javiera Arnillas
- TontaQueen
- Percy Pls
- Salandela
- BlackVelour
- Koky Belaunde
- Marina Kapoor

## Producción
Se estrenó el 14 de julio de 2022, vía streaming en Joinnus.